# Orlando Vargas (película)
Orlando Vargas es una película de 2005 coproducida por Francia y Uruguay, y dirigida por Juan Pittaluga. El drama está protagonizado por Aurélien Recoing, Elina Löwensohn, Héctor Guido, Rosa Simonielli, Ernesto Liotti y Eduardo Amaro.

## Premios
- Seleccionada para la Semana Internacional de la Crítica del Festival de Cannes 2005.[4]